# استون روزز
استون روزز (به انگلیسی: The Stone Roses) گروه راک بریتانیایی است که در سال ۱۹۸۳ شکل گرفت. آنها یکی از گروه‌های پیشگام جنبش منچستر در اواخر دهه۱۹۸۰ و اوایل دهه۱۹۹۰ فعال بودند. موفق‌ترین ترکیب گروه متشکل از خواننده ایان براون، گیتاریست جان اسکوایر، نوازنده بیس گروه، مانی(نوازنده)، و درامر گروه رنی است.